# Pups on the Rampage
Pups on the Rampage è un cortometraggio muto del 1914. Il nome del regista non viene riportato nei credit del film, un documentario prodotto dalla Vitagraph su un gruppetto di cuccioli sfrenati.

## Produzione
Il film fu prodotto dalla Vitagraph Company of America.

## Distribuzione
Distribuito dalla General Film Company, il film - un cortometraggio di 100 metri - uscì nelle sale cinematografiche statunitensi il 6 aprile 1914.
Nelle proiezioni, veniva programmato con il sistema dello split reel, accorpato in un'unica bobina con un altro cortometraggio prodotto dalla Vitagraph, la commedia Cherry.